# ウィリアム・ロバート・グラハム
ウィリアム・ロバート・グラハム(William Robert Graham、1937年6月15日-)は、アメリカ合衆国の物理学者で、1982年から1985年までロナルド・レーガン大統領の「軍備管理に関する諮問委員会」議長、1985年、1986年にアメリカ航空宇宙局長官代理及び副長官、1986年から1989年にアメリカ合衆国科学技術政策局長及びレーガン大統領の科学技術顧問を務め、その後、国家安全保障関連企業の役員を務めた。
テキサス州サンアントニオで生まれ、1959年にカリフォルニア工科大学で、優等の成績で物理学の学士号を得た。さらにスタンフォード大学から、1961年に基礎工学の修士号、1963年に電気工学の博士号を授与された。
3年間、ニューメキシコ州アルバカーキのキットランド空軍基地にある空軍研究所で、戦略的システム生存性に関する実験的、理論的研究を指揮した。その後、6年間をカリフォルニア州サンタモニカのランド研究所で過ごし、1971年にR&D Associatesを共同設立した。
1980年、大統領候補ロナルド・レーガンの顧問を務め、大統領権限移行チームのメンバーとなった。1982年に大統領からの指名とアメリカ合衆国上院の議決を経て、1985年まで、「軍備管理に関する諮問委員会」議長を務めた。この期間に、"A Quarter Century of Spviet Compliance Practices Under Arms Control Comittment: 1958-1983"（軍備管理の約束下でのソビエト連邦の法令遵守の四半世紀：1958年-1983年）というレポートを上梓し、1984年に大統領とアメリカ合衆国議会に提出した。
1985年9月12日には、レーガン大統領から、NASA副長官に指名された。11月18日に上院の承認を得て、11月25日に宣誓した。12月4日から翌年5月11日まで、ジェームズ・ベッグスの辞任に伴って、NASA長官代理を務めた。スペースシャトル・チャレンジャーが極寒の状況下で打ち上げられ、Oリングの不具合が原因で爆発したチャレンジャー号爆発事故は、彼の長官代理在任中の出来事であった。この年の10月1日にNASAを退職し、10月16日に科学技術政策局長及大統領科学顧問として宣誓した。1989年6月に政府を去るまでこの役職を務め、カリフォルニア州サンディエゴに本社を置くハイテク企業Jaycorに就職し、1997年から2005年には、National Security Research, Inc.（現在のCACI）で会長とCOOを務めた。
また、アメリカ合衆国国防長官のコンサルタントを務め、米国科学アカデミー/全米、アカデミーズの水中戦委員会や軍事科学理事会、アメリカ空軍科学諮問委員会の有人戦略システム脆弱性タスクフォース、アメリカ合衆国-イギリスの核兵器に関する共同ワーキンググループ、Defence Nuclear Agency（現在のアメリカ国防脅威削減局）の効果諮問グループ、アメリカ国防科学委員会のシステム脆弱性タスクフォースと協力タスクフォース等、国際的/国内的な様々な組織のメンバーを務めた。2001年から2008年まで、アメリカ国防委員会でいくつかの研究を率い、また2006年から2008年まで、アメリカ合衆国国務省の国際セキュリティ諮問委員会の委員を務めた。
1998年には、ラムズフェルド委員会で議会のために弾道ミサイルの脅威について調査した。2001年から2008年には、アメリカ合衆国に対する電磁パルス攻撃の脅威を評価する法定委員会の委員長を務め、2008年の"Critical National Infrastructure"というレポートを含め、いくつかの報告をまとめた。

## 電磁パルスへの警告
グラハムは、核電磁パルス攻撃の危険性について、何度か警告してきた。
2008年の議会公聴会では、このような攻撃でアメリカ合衆国国民の約90%が死亡すると断言した。「これは正しい範囲にあると思う。3億人の人口を抱える国で社会基盤を失った経験はなく、そのほとんどは、自分達で食料やその他必要なものを調達可能な方法で生活していない。私たちは、人々がそのように暮らしていた時代に戻ることができる。私達が農村経済を基本として生存できる範囲は、今の10%、3000万人程度だろう」と語った。
2017年の論文では、北朝鮮の人工衛星が電磁パルス攻撃を行う能力を持つことの戦略的意義と、それに対してほとんど注意が払われていないことを警告した。